# Monday Night Wars
Les Monday Night Wars (Guerres du Lundi Soir) est la période s'étendant du catch professionnel du 4 septembre 1995 au 26 mars 2001, qui voyait l'émission WWF Monday Night RAW être en compétition face à l'émission WCW Monday Nitro dans la bataille des audiences.

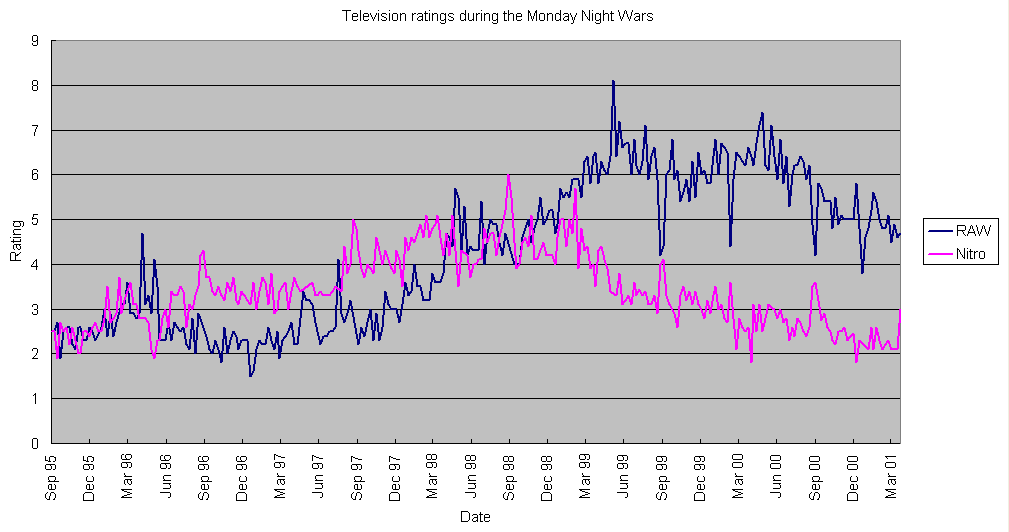
Les audiences respectives en graphique

## Avant la Guerre

### La WWF entre 1993-1995: Le Lundi devient RAW

Logo de Monday Night RAW (1993-1997)

Monday Night RAW était lancé sur USA Network en janvier 1993 en remplacement de l'ancienne Prime Time Wrestling. La WWF décidait que cette case horaire servirait à être une représentation de divers matchs et de storylines qui aideraient à la construction et en même temps la promotion des pay per view. À l'origine, RAW, à part une période de deux ou trois semaines, était diffusé en direct, mais le budget assez restreint forçait plus tard à limiter les directs qui ne pouvaient plus tenir qu'une seule fois par mois. Ceci, et les départs des stars comme Hulk Hogan et Randy Savage vers la WCW, allaient donner une grande opportunité à Eric Bischoff qu'il allait vite exploiter.

### La WCW avant 1995: Bischoff prend les responsabilités

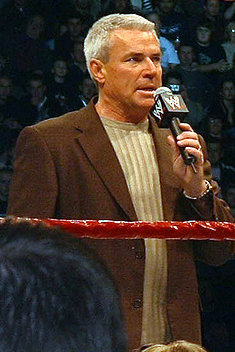
Eric Bischoff (2005)

La même année de la création de Monday Night RAW, la WCW nommait l'ancien commentateur et scripteur de l'American Wrestling Association (AWA) au poste de vice-président exécutif. La première année de Bischoff en tant que patron était un désastre. Dusty Rhodes et Ole Anderson restaient dans l'équipe créative avec leurs storylines de "dessins-animés", et leurs rivalités qui n'étaient peu ou pas construites. Par exemple: le segment où le Cactus Jack était "Perdu dans le Cleveland", et les petits films qui faisaient les promotions des PPV. Pendant le segment "Un Flair pour l'Or" en direct dans le Clash of Champions pour promouvoir le PPV Fall Brawl, la WCW décidait d'introduire un partenaire mystère pour les "gentils", un homme masqué connu sous le nom de The Shockmaster. Ce dernier (auparavant connu comme Typhoon à la WWF) était supposé passer à travers un faux mur et ainsi intimider les "méchants". Mais il se cassait la figure en direct à la télévision et faisait donc de lui une blague itinérante (il gagnait quand même quelques matchs). Aussi cette année-là, la WCW commençait à présenter des shows dans les Studios Disney dans ce qui était surnommé les "Enregistrements Disney". Parce que l'enregistrement n'allait être diffusé que bien plus tard, ceci obligeait les scripteurs à préparer leurs idées bien en avance. Certains lutteurs de la WCW étaient alors obligés de porter une ceinture bien avant qu'ils aient gagné le titre officiellement à la télévision. Ceci était perçu comme quelque chose qui brisait le kayfabe (l'illusion de faire apparaître le catch comme n'étant pas scénarisé), et allait notamment faire quitter la WCW de la National Wrestling Alliance en septembre 1993.
À la fin de l'année, la WCW décidait de baser la fédération une nouvelle fois autour de Ric Flair. Ceci était perçu comme une solution de rechange, alors que la star montante étant face Sid Vicious, essayait de blesser Arn Anderson avec une paire de ciseaux quelques semaines avant l'évènement StarrCade pendant une tournée en Angleterre qui causait son renvoi. (En fait, avant l'accident Sid/Anderson, quelques semaines auparavant étaient tournées des émissions avec Sid en tant que WCW World Heavyweight Champion. Il était prévu que Sid batte Vader à StarrCade 93, et ce système était donc du même coup revu en 1994). Flair gagnait le titre une fois de plus à StarrCade et était nommé scripteur. Bischoff allait déclarer une guerre ouverte à la WWF de McMahon dans les médias et recruter agressivement des anciennes grandes stars de la WWF comme Hulk Hogan et Randy Savage en 1994. Utilisant les ressources financières de Ted Turner, Bischoff faisait de son cheval de bataille le fait de recruter les anciennes gloires de la WWF. Du fait de leurs grands statuts, Hogan et Savage pouvaient exiger d'obtenir des concessions et des avantages qu'aucun catcheur ne pouvaient avoir à l'époque, et ainsi pour plusieurs années, les garanties de toucher plusieurs millions de dollars et de décider d'eux-mêmes de la direction que doit prendre leur personnage. Ceci allait plus tard devenir un problème pour la WCW dans sa guerre avec la WWF, comme d'autres lutteurs plus tard qui exigeront les mêmes avantages et les contrats deviendront faramineux et hors de portée. Hogan, en particulier, obtenait une influence considérable grâce à sa relation amicale entretenue avec Bischoff. Une autre chose que ce dernier oubliait de considérer, c'est le fait que bon nombre de fans regardaient la WCW comme une solution alternative à la WWF au début des années 1990, et beaucoup de fans de la NWA voyaient en celle-ci une simple copie de la WWF avec ses anciens talents, alors qu'eux ne recherchent que le concret, l'action.
Le principal pay per view tenu par la WCW depuis l'arrivée d'Hogan est le Bash at the Beach, qui voyait le "Hulkster" battre Ric Flair pour le WCW Championship. Les deux avaient travaillé en même temps à la WWF de 1991 à 1992, et une rivalité a été enclenchée entre eux, mais ce grand match qui aurait rapporté énormément d'argent et qui était prévu pour WrestleMania VIII était finalement changé pour un match par équipes Flair/Savage contre Hogan/Sid. Quand la WCW organisait ce match, le PPV réalisait donc de bonnes ventes dues à l'intrigue que se posaient les fans autour de cette grande confrontation. Malgré une réussite aussi bien sur le plan sportif que financier, et ceci ne durera pas longtemps pour la rivalité Hogan/Flair qui ne s'était tenu que pour ce match où la WCW espérait un effet à long terme sur les achats des PPV et leurs audiences.
Ceci ne passe pas inaperçu pour Turner qui n'approuvait pas les dépenses et les manières de faire de Bischoff, et décidait donc de faire un point complet avec ce dernier en 1995. Il en résultera la création de l'émission WCW Monday Nitro le lundi soir pour contrer le WWF Monday Night RAW.

## 1995-1997: WCW Monday Nitro et les Monday Night Wars débutent

### Les débuts de WCW Monday Nitro

Logo de Nitro

Bischoff était donc à l'origine du lancement de Nitro le lundi soir le 4 septembre 1995. Turner à la grande surprise de Bischoff lui offrait une case horaire d'une heure en direct sur la chaîne TNT le lundi et ainsi rentrer en concurrence avec RAW. Ce format s'est vite étendu à deux heures en direct en mai 1996, et plus tard à trois heures. Bischoff lui-même était à l'origine le commentateur avec Bobby "The Brain" Heenan et l'ancienne star de la NFL Steve "Mongo" McMichael.
McMahon affirmait plus tard son mépris envers la décision de Turner de diffuser Nitro en direct les lundis soirs, disant que ce qui déterminait Turner et Bischoff à agir ainsi pouvait blesser et endommager la WWF. Turner et McMahon avaient des différends déjà dans le passé: dans les années 1980, quand McMahon commençait à acheter des organisations locales dans le but de créer une fédération nationale, l'une des fédérations qu'il englobait était la Georgia Championship Wrestling; et il était donc en position un show le samedi soir pour la télévision de Turner TBS. Quand les spectateurs étaient tournés vers TBS le 14 juillet 1984 et voyaient le programme de la WWF au lieu de leur habituelle apparition de lutteurs de la GCW, ils étaient en colère et demandaient le retour de la NWA; deux semaines plus tard, la GCW était rediffusée, mais le samedi matin. Turner était fatigué des décisions de McMahon, et était énervé sur le fait que McMahon était revenu sur sa promesse de ne pas faire diffuser des matchs de seconde zone sur TBS. Turner rachetait alors le show de McMahon et se tournait vers Jim Crockett pour la représentation de catch du samedi soir. C'était dans les rumeurs que le même jour que Turner rachetait les territoires de Crockett, il appelait McMahon pour lui dire "Vince, je suis dans les affaires du catch!", McMahon le félicitait et lui disait "C'est très bien Ted. Moi je suis dans les affaires du divertissement sportif."
En 1995, Turner (dirigeant et propriétaire de TBS et TNT), pouvait diffuser Nitro à n'importe quel moment selon ses désirs. La WWF était elle contrainte d'avoir un accord avec le USA Network, dont les dirigeants étaient ravis de pouvoir amener les fans de RAW dans leur audience, mais étaient lassés d'être associer comme étant la chaîne du catch. WCW Monday Nitro faisait ses débuts le 4 septembre 1995 au Mall of America de Bloomington dans le Minnesota, et avec l'apparition surprise de Lex Luger, qui avait travaillé avec la WWF où son contrat était arrivé à terme.

### La nWo envoie la WCW au sommet

Logo de la nWo

Le Monday Night War débutait réellement le jour du "Memorial day" en 1996 quand Scott Hall (qui luttait à la WWF en tant que Razor Ramon) interrompait un match à Nitro. Il laissait entendre qu'il venait de la WWF avec deux de ses associés pour prendre le contrôle de la WCW et prononçait le fameux discours « Vous voulez une guerre ? ». Hall défiait les stars de la WCW de se lever et défendre leur fédération face aux envahisseurs. Ceci marquait officiellement le début de l'histoire de la nWo.
La semaine suivante, Hall réaparaissait à Nitro et s'en prenait aux commentateurs. Sting le confrontait, et se prenait un cure-dents en pleine face pour ses efforts. Sting répondait en claquant la face de Hall qui rétorquait en promettant au "Stinger" "une petite...non...GROSSE surprise" la semaine suivante à Wheeling, West Virginia. Cette surprise voyait l'ami de toujours de Hall et ancien champion de la WWF Kevin Nash arriver à Nitro, et les deux étaient désormais référés en tant que "The Outsiders". Les deux se pointaient à n'importe quel moment durant Nitro, en s'en prenant à des catcheurs, et en distrayant d'autres en interrompant des matchs, ou encore marcher dans les environs dans le public. Quelques semaines plus tard, ils annonçaient l'arrivée imminente d'un mystérieux troisième membre. À The Great American Bash 1996, les deux attaquaient Eric Bischoff qui se prenait un coup de poing dans l'estomac et un Powerbomb.
Au Bash at the Beach, Hall et Nash devaient combattre avec un partenaire mystère l'équipe de Lex Luger, Randy Savage et Sting. Hall et Nash se pointaient sans leur troisième coéquipier. "Mean" Gene Okerlund venait confus vers le ring, voulant savoir où leur mystérieux partenaire était. Ils répondaient simplement en affirmant qu'il était dans le bâtiment, mais qu'ils n'avaient pas besoin de lui pour ce match. Hall et Nash contrôlaient ce match quand Hulk Hogan se ramenait sur le ring, attaquant subitement Savage. Après le match dans une entrevue avec Okerlund, Hogan expliquait ce changement par le fait qu'il était fatigué des fans qui se retournaient contre lui. Hogan nommait cette désormais nouvelle faction "new world order of professional wresting (nouvel ordre du catch professionnel)", démarrant ainsi une longue rivalité entre les catcheurs loyaux envers la WCW et ceux de la nWo. Les fans dans l'aréna étaient tellement outrés de la trahison d'Hogan qu'ils jetaient des débris sur le ring comme des bouteilles en plastique, pendant son interview. Un fan avait même réussi à passer la sécurité et essayait de s'en prendre à Hogan mais il était vite maîtrisé par Hall et Nash ainsi que la sécurité.
Peu de temps après, la World Wrestling Federation infligeait un procès à la WCW, prétextant que la New World Order impliquait le fait que Hall et Nash étaient des envahisseurs envoyés par McMahon pour détruire la WCW, bien que Bischoff devant les caméras demandât à Nash « Etes-vous employés par la WWF ? » qui répondait antipathiquement « Non ». Une autre raison pour ce procès était que la WWF trouvait que le personnage joué par Scott Hall ressemblait trop à celui de Razor Ramon et qui est la propriété de la WWF. Le procès se déroulait pour plusieurs années avant qu'il n'y ait un non-lieu.
Largement grâce à ceci, la WCW battait la WWF pour 84 semaines consécutives. Un autre moyen pour la WCW de battre la WWF était de donner les résultats pré-enregistrés de RAW pour conserver les spectateurs sur Nitro.

### Les efforts de la WWF
RAW et la WWF étaient en manque de créativité entre 1995 et 1997. La WWF essayait en vain de revenir en 1996 avec des sketchs de parodie comme celui du « Billionaire Ted », parodiant Turner, Hogan (« The Huckster »), Gene Okerlund (« Scheme Gene ») et Savage (« Nacho Man ») en particulier. Et de même ils achetaient des catcheurs idiots, avec des gimmicks de cowboy, de gentleman... Cependant, une petite partie d'eux vont devenir des légendes de la fédération, comme par exemple :
- Hunter Hearst Helmsley, qui était un gentleman mais qui est par la suite devenu 14 fois le champion du monde à la WWE sous le nom de Triple H, alias The Game.
- Le ringmaster 'Steve Austin', qui était le client de Ted DiBiase, mais devenu sans doute le catcheur le plus populaire de toute l'histoire de la WWE en confrontant le boss, Vince McMahon, sous le nom de Stone Cold Steve Austin
- Mankind, un homme masqué, mais devenu une légende de la WWE au point qu'en 2000 il devint commissionnaire de Monday Night Raw, position qu'il a reprise en 2017.
- Shawn Michaels, devenu légendaire très vite, il a fondé avec Triple H la célèbre D-Geneation X, et avant d'être le commissionnaire de RAW de 1999 à 2000, où il fut remplacé par Mick Foley. Il revint en 2002 et poursuivit sa carrière jusqu'en 2010.
- Rocky Maivia, de son vrai nom Dwayne Johnson, était le bodyguard de Mr. McMahon et de son fils, Shane McMahon en prenant le nom de The Rock jusqu'en 1999, où ils le trahissent, le faisant devenir face. Sa renommée lui a ensuite permis d'entamer une carrière d'acteur à succès, étant à l'affiche de nombreux blockbusters à partir des années 2000.

Le 4 novembre 1996 lors de RAW, la WWF diffusait le fameux segment « Pillman a un flingue » avec la rivalité entre Steve Austin et Brian Pillman quand Austin visitait ce premier alors blessé chez lui. Austin était pris à partie par des amis de Pillman et une bagarre éclata jusqu'à ce que l'image soit coupée. Le directeur en scène contacta Vince McMahon et l'informait qu'il avait entendu "des explosions ». La transmission était restaurée plus tard montrant Pillman beuglant "Ce fils de **** a eu son compte ! Laissez-le partir ! Je vais tuer ce fils de **** ! Dégagez de mon chemin putain !" Ce dernier commentaire n'était pas censuré et était clairement compréhensible, ce qui voulait dire que la WWF devait s'excuser la semaine suivante pour cet incident pour pouvoir rester sur le USA Network. Pillman devait aussi s'excuser pour ce commentaire, affirmant que ce n'était pas habituel pour lui de tenir ce genre de propos.

Logo de RAW is WAR(1997-2001)

Le 3 février 1997, Monday Night RAW devenait un format de deux heures, avec « l'Ere Attitude » qui commençait à couler sur la WWF. Dans l'espoir de briser l'élan de domination de la WCW dans les audiences, la Extreme Championship Wrestling était à RAW le 24 février 1997 répondant à un défi lancé par Jerry Lawler. Dans une édition où RAW retournait au Manhattan Center, les « Extrémistes » envahissaient le show du lundi soir avec Taz, Mikey Whipwreck, les Dudley Boyz, Sabu, Tommy Dreamer et Sandman. La semaine suivante, Paul Heyman effectuait une entrevue.
Au cours de 1997, il y avait de plus en plus de controverse à RAW et dans les programmes de la WWF comme la Nation of Domination, et la D-Generation X (DX) qui organisait avec son armée un raid sur les locaux de la WCW le 27 avril 1998.
Le 10 mars 1997, Monday Night RAW devenait officiellement RAW is WAR. Le 17 mars 1997 marquait l'altercation au bord du ring entre Bret Hart et Vince McMahon (qui inconsciemment était un avant-goût de ce qui allait se passer en novembre) avec des insultes cette fois-ci censurées. Brian Pillman débutait une série de segments "XXX Files" avec Terri Runnels, qui poussait davantage le bouchon. Ces segments s'arrêtaient prématurément le 29 septembre 1997 lors de RAW avec le décès de Pillman le 5 octobre suivant à la suite de problèmes cardio-vasculaires héréditaires et à l'usage de drogue.
Malgré toutes ces controverses, la WCW restait au top. Cependant, la WWF pouvait saisir une seconde chance de battre son rival après WrestleMania XIV en mars 1998.

## 1998: McMahon contre-attaque
Quand Hart quittait la WWF après le Montréal Screwjob aux Survivor Series 1997, il paraissait sûr que la WCW allait en finir une bonne fois pour toutes avec la WWF. En effet, la WCW possédait les plus grandes stars de cette industrie, comme Hogan, Savage, Piper, Sting, Luger, Flair, Hart, Hall et Nash. Mais en plus des stars montantes n'étant pas encore au premier plan comme Chris Benoit et Raven, sans oublier une excitante division cruiserweight (poids-moyens) qui réunissait des voltigeurs du Mexique (les luchadors) et du Japon en plus de ceux des États-Unis. Pourtant, les choses ne se déroulaient pas comme la WCW les avaient prévus.

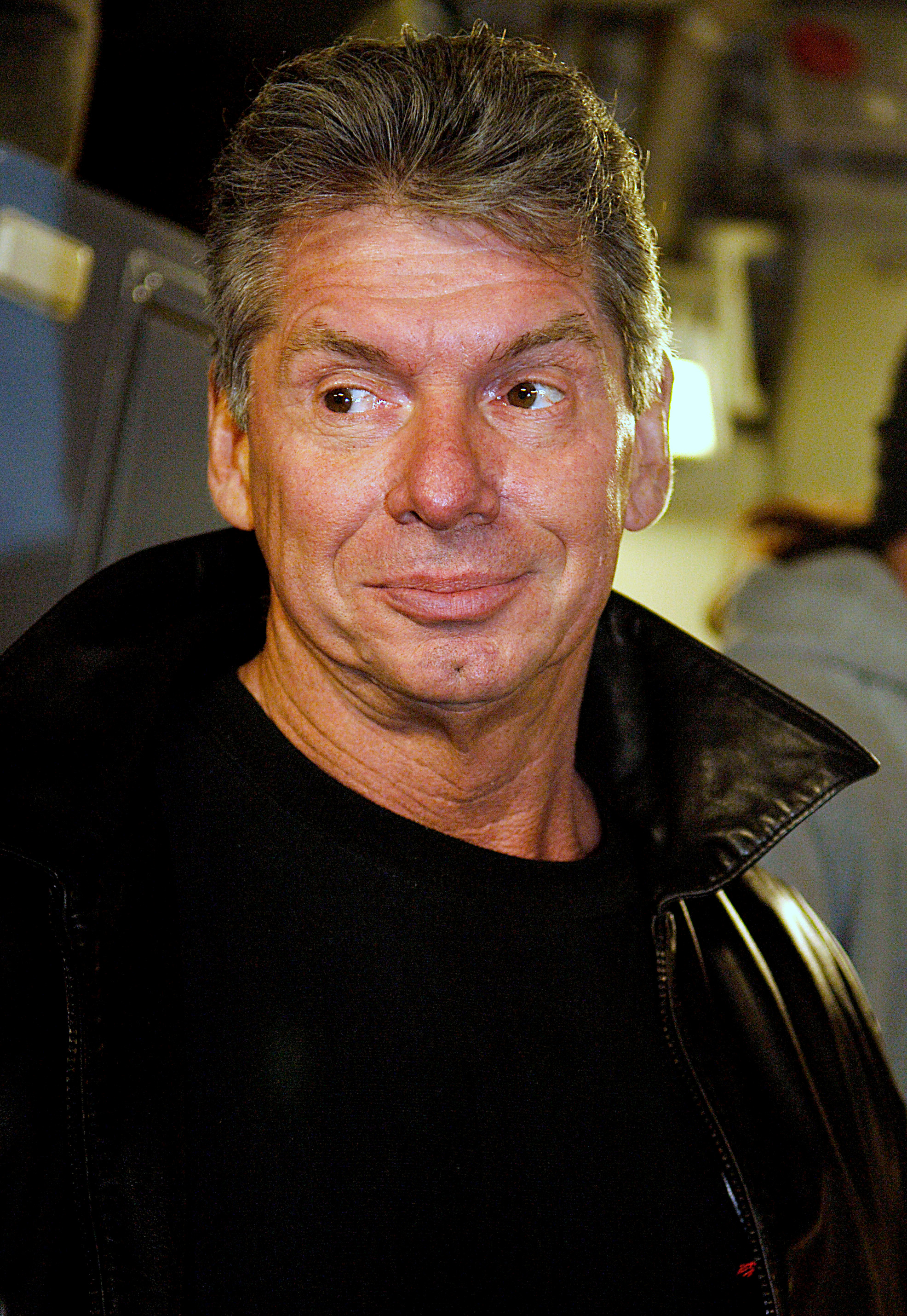
Vince McMahon

L'opinion générale était que le Screwjob et l'acquisition de Bret Hart par la WCW était favorable à celle-ci et allait porter un coup fatal à la WWF. L'ensemble d'une compagnie arnaquant un catcheur plus que populaire et se mettant les fans à dos aurait pu engendrer la fin de la WWF et laissait du crédit à la WCW pour travailler sur cette histoire. La WCW elle organisait le PPV StarrCade 1997 qui était un véritable succès mais certains fans considéraient que ce show était le début de la fin pour la WCW, même si elle avait toujours de meilleures audiences que la WWF. Hogan était extrêmement critiqué pour ne pas avoir fini un match d'une manière « clean », ce qui rendait confus et irritait les fans qui attendaient pendant près d'un an que Sting prenne le dessus sur la nWo. La fin de ce combat impliquait le nouvel arrivant Bret Hart (qui a arbitré dans le match précédent entre Bischoff et Larry Zbyzsko pour le contrôle de Monday Nitro) qui arrivait sur le ring après qu'Hogan ait gagné le match. Hart interpellait l'arbitre Nick Patrick sur le fait qu'il ait exécuté un compte de trois trop rapide sur Sting, indiquant qu'il voulait "faire une bonne chose". Il insistait pour que le match continu (avec lui-même en tant qu'arbitre) pour éviter que Sting se fasse avoir comme le "Hitman" l'a été à la WWF dans le Montréal Screwjob.
Cependant, après WrestleMania XIV en mars 1998 qui voyait comme affiche de rêve une confrontation entre Austin et Michaels arbitrée par Mike Tyson, Vince McMahon reprenait la tête dans les Monday Night Wars avec sa nouvelle WWF "Attitude" et toute sa nouvelle génération de stars montantes comme justement "Stone Cold" Steve Austin, The Rock, Triple H, et Mankind. La rivalité classique entre McMahon (son personnage devenait un véritable dirigeant diabolique) et Austin (qui ironiquement, avait été viré par Bischoff à l'été 1995 pour ne pas être assez vendeur) captivait complètement les fans. Le 13 avril 1998, RAW voyait à l'affiche s'affronter Austin et McMahon, et marquait donc la fin de 84 semaines de domination de la WCW dans les audiences depuis 1996. La WWF ne s'arrêtait pas là pour autant. Leurs audiences augmentaient fortement dans les deux années qui suivaient, et ce plus que jamais. La WCW essayait de contrer en divisant la nWo avec d'un côté Hogan toujours "heel" menant la nWo Hollywood et de l'autre Nash en "face" qui menait la nWo Wolfpac, mais beaucoup pensaient qu'ils ne faisaient que reprendre l'idée de l'histoire WCW vs nWo.

### La WCW tente de revenir
Le prochain gros coup de la WCW dans l'espérance de reprendre sa suprématie dans les audiences, était l'enrôlement de l'ancien joueur de la NFL Bill Goldberg en tant que monstre invincible avec une série de victoires record et donc sans défaites. Goldberg était incroyablement populaire auprès des fans qui chantaient "Gold-Berg, Gold-Berg" lors de son entrée sur le ring, mais ceci ne durait pas longtemps vu que la liste de stars de la WCW acceptant de se faire détruire par Goldberg devenait de plus en plus mince. L'une des dernières grosses victoires de la WCW dans le Monday Night War était le 6 juillet 1998 quand la fédération offrait la très attendue confrontation entre Hogan et Goldberg pour le titre de Champion du Monde (que ce dernier aura gagné) lors de Nitro. En faisant cela, ils ont augmenté leur audience pour une semaine seulement et perdu beaucoup d'argent qui aurait pu être gagné si le match était en main-event de PPV. Le 14 septembre 1998, la WCW gagnait les audiences une fois de plus avec un moment mémorable qui voyait le retour de Ric Flair à la fédération et la reformation du légendaire gang des Four Horsemen. Le 25 octobre 1998, le PPV WCW Haloween Havoc se termina plus tard que prévu à cause du rajout d'un match pour le titre par équipes. Du coup, beaucoup ne pouvaient voir la fin de l'évènement avec le match de championnat entre Diamond Dallas Page et Goldberg. Le lendemain, la WCW décidait de corriger le problème en diffusant lors de Nitro l'intégralité du match gratuitement, et gagnait donc le Monday Night War pour la dernière fois.

## 1999-2000: La chance tourne
Au début 1999, chaque show raflait un 5.0 sur l'échelle de Nielsen, et plus de dix millions de téléspectateurs regardaient ainsi RAW et Nitro chaque semaine. Cette Guerre fascinait complètement le catch, des catcheurs faisaient la couverture dans les médias mais aussi dans des magazines comme "Entertainment Weekly" ou encore "TV Guide". Mais lors du premier lundi soir de l'année, la rage de vaincre était désormais du côté de la WWF et ce jusqu'à la fin de la guerre.

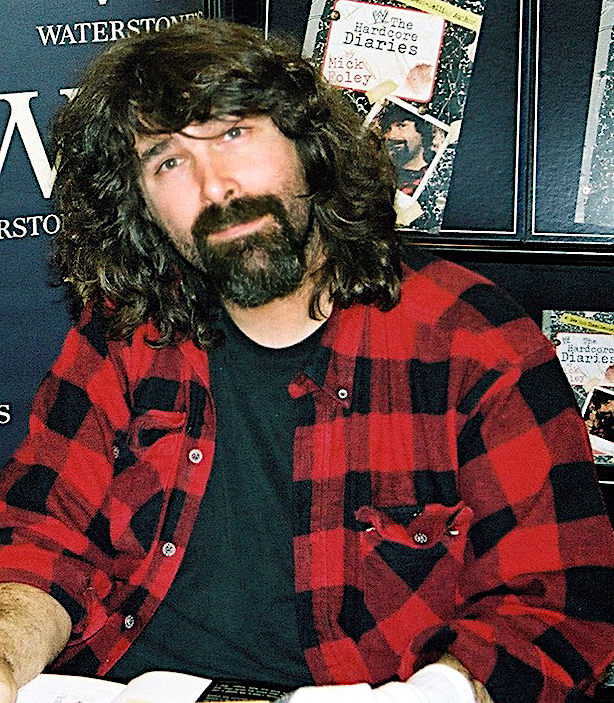
Mick Foley

Ce lundi soir du 4 janvier voyait Nitro diffusé en direct du Georgia Dome une fois de plus. Dans la seconde partie des trois heures (le show passait à deux heures en 1996 et trois en 1998), Bischoff ordonnait à Tony Schiavone d'annoncer que Mick Foley (en tant que Mankind) qui est auparavant apparu à la WCW en tant que Cactus Jack, allait battre The Rock pour le WWF Championship, et Schiavone ajoutait, pour se moquer de la décision de la WWF : "Ca va mettre pas mal de culs sur leurs sièges..." (Wow, that's gonna put a lot of butts in the seats.). Tout de suite après ces commentaires de Schiavone, plus de 600,000 téléspectateurs changeaient de chaîne pour voir RAW et Mankind remporter le WWF Championship, car beaucoup d'entre eux voulaient voir un changement garanti de titre et surtout le succès du très populaire Foley. Après la victoire pour le titre de Mankind, beaucoup de fans zappaient et retournaient sur Nitro, laissant penser que la WCW avait un show que les fans voulaient voir, et qu'elle aurait pu gagner ce soir là si elle n'avait pas annoncé les résultats de RAW. Les audiences de la soirée étaient pour RAW un 5.7 et pour Nitro un 5.0. Pendant le reste de l'année, beaucoup de fans de la WWF amenaient des pancartes disant "Mick Foley a mis mon cul sur ce siège" (Mick Foley put my butt in this seat).
Le main-event de Nitro était le fameux "Fingerpoke of Doom" où Hollywood Hogan faisait face à Kevin Nash pour le titre de Champion du Monde qu'il remportera en mettant Nash à terre avec un seul doigt. C'était un nouveau "heel turn" pour Hogan et ainsi la reformation de la nWo. Ce match a été très certainement le début de la fin pour la WCW; le show prenait seulement un 5.0 sur l'échelle de Nielsen; c'est lors du 8 février qu'elle fera un 5.8, l'une des dernières fois que la fédération atteignait un aussi grand chiffre.
La WCW possédait aussi plus de 40 main-eventers, ce qui exaspérait les fans voulant voir des jeunes stars comme Chris Jericho, Chris Benoit et Raven être plus mis en avant. En juin, Jericho quittait la WCW pour la WWF où un "Compte à rebours du nouveau Millénaire" annonçait son arrivée. Jericho faisait ses débuts à RAW avec une confrontation verbale avec The Rock. Ce soir là, RAW battait Nitro de quatre points dans les audiences. RAW dominait Nitro à un tel point que la WCW était obligée de faire des actions désespérées pour rattraper son retard en amenant par exemple le rappeur Master P ou encore les groupes Megadeth et KISS pour des concerts qui seront des flops complets et ne changeront rien. En septembre 1999, Bischoff était remercié. Alors que pendant ce temps, RAW atteignait les sommets et affolait les chiffres; un long segment de 25 minutes entre The Rock et Foley (le fameux segment "This is your life") faisait un 8.4 pendant un quart d'heure le 27 septembre.
Le 5 octobre 1999, Vince Russo et Ed Ferrara qui travaillaient en tant que scripteur pour la WWF, ont été engagés par la WCW. Russo et Ferrara tentaient de recréer la magie de leur jours à la WWF quand ils faisaient de Nitro un véritable clone de RAW. Ferrara même commençait une parodie sur Jim Ross intitulé "Oklahoma". La poisse elle frappait de plein fouet, commençant en décembre 1999, quand Bret Hart souffrait d'une sévère commotion cérébrale pendant son match face à Goldberg lors de StarrCade. La fédération devenait de plus en plus désespérée, ajouté à cela le fait que la WCW entrait dans une grosse crise financière, et tout ceci n'allait qu'empirer. Les audiences de Nitro étaient en berne plus que jamais, et en janvier 2000, Russo et Ferrara étaient suspendus. Par la suite, la nomination de Kevin Sullivan en tant que chef-scripteur allait enclencher la colère des catcheurs de la WCW. Bien qu'il ait gagné le titre de la WCW à Souled Out, Chris Benoit est parti en signe de protestation, avec Eddie Guerrero, Perry Saturn et Dean Malenko. Les quatre faisaient leur début à la WWF en tant que The Radicalz, lors du RAW du 31 janvier tout juste quinze jours après la victoire de Benoit pour le titre de la WCW.
Le départ de ces quatre là laissait la WCW en ruine. La WCW était encore de plus en plus désespérée, et décidait plus tard de faire gagner le titre de champion du Monde à David Arquette dans le but de la promotion du film Ready to Rumble. Nitro était ramené à un format de deux heures en janvier 2000 dans l'espoir d'augmenter les audiences, mais l'arrêt de la troisième heure ne voulait pas forcément dire beaucoup plus d'audience pour Nitro, qui au contraire plongeait et était aux alentours de 2.5 en moyenne (alors que RAW en fait le double voire parfois le triple).
Le 10 avril 2000, Bischoff et Russo revenaient à la WCW et en équipe pour tenter de sauver la fédération. Ils lançaient une nouvelle faction formée de jeunes talents comme Billy Kidman, Booker T ou Buff Bagwell (qui était nommée la New Blood) et qui affrontait le Millionaires Club qui comprenait les stars les plus anciennes et surtout les plus payées de la fédération comme Hogan, Sting ou encore Diamond Dallas Page. Malgré un bon début, la storyline dégénérait rapidement pour redonner encore une simple copie de la nWo, avec les heels de la nWo qui recrutaient la New Blood et les faces de la WCW qui rejoignaient le Millionaires Club. La WCW poursuivait sa spirale négative.
Désormais, Ted Turner n'était plus l'actionaire majoritaire de la Time Warner qui a fusionné avec AOL en 2000. Cette année-là, la WCW perdait pas moins de 62 millions de dollar américain, à cause des contrats faramineux de ses stars, du manque de revenus publicitaires, du faible taux d'achat de ses Pay Per View, de ses faibles affluences lors des house shows, ou encore du mauvais script des shows, de moins en moins suivis. Ajouter à tout cela que Bill Goldberg, la star du moment, était éloigné des rings pour la moitié d'une année à la suite d'une blessure à un bras. Lors de son retour, son morale était au plus bas un peu comme tout le monde dans la compagnie, après avoir été forcé de faire un heel turn au Great American Bash malgré son énorme popularité auprès des fans.
En juillet, Bischoff partait une fois de plus tout comme Russo en septembre, et les shows étaient désormais écrits par Ed Ferrara, Bill Banks, Jeremy Borash, Disco Inferno et par d'autres catcheurs ou employés dans la fédération quel qu'il soit. Les rumeurs insistaient sur le fait que la WCW était prête à être vendue.

## 2001: La fin de la Guerre
En janvier 2001, Fusient Media Ventures, mené par Eric Bischoff, annonçait avoir acheté la WCW. L'accord résidait principalement dans la condition que le Turner Networks conserve Nitro le lundi et WCW Thunder sur TBS le mercredi. Quand Jamie Kellner prenait la tête de Turner Broadcasting System, il décidait de retirer tous les programmes de la WCW. Avec aucune couverture nationale pour diffuser les shows, Fusient décidait d'abandonner le rachat de la WCW. Le 23 mars 2001, la WCW était finalement rachetée entièrement avec ses marques déposées et son catalogue vidéo par la World Wrestling Federation de Vince McMahon.
Les contrats des catcheurs n'étaient pas compris dans la vente, ce qui obligeait AOL Time Warner à continuer de payer une grande partie des catcheurs pour quelques années.
McMahon a organisé un dernier Nitro le lundi suivant le rachat, le 26 mars au Panama City Beach. Cette édition était en simultané avec RAW diffusé de Cleveland ce soir là. Le champion US Booker-T battait le champion du Monde, Scott Steiner, pour devenir le dernier WCW World Heavyweight Champion, en plus d'être le dernier US Heavyweight Champion. Sting contre Ric Flair (gagné par Sting) était le moment le plus nostalgique et dernier match de cette émission, finissant affectueusement avec une accolade entre les deux.
La fin était un duplex avec RAW et Nitro qui voyait Shane McMahon annoncé que c'était lui (et pas Vince) qui a acheté la WCW. Ceci débutait l'histoire de l'invasion de la WCW. Le dernier Nitro faisait un chiffre de 3.0 dans les audiences. Le bilan des 253 semaines de face à face entre les deux shows est de: 158 victoires pour RAW (avec une série de 122 victoires consécutives de novembre 1998 jusqu'à la fin de la guerre), et 110 victoires pour Nitro.

## Plus
Les affaires de la WWE ont sensiblement baissé depuis la fin de la guerre en Amérique du Nord, avec une baisse des taux d'achats de ses PPV mais aussi des audiences. Pour compenser ce manque, la WWE s'est diversifiée dans d'autres domaines.
En 2004, la WWE sortait un DVD intitulé The Monday Night Wars. Le DVD traite une large partie de la guerre, surtout aux alentours de 1997 et juste pendant le déclin de la WCW. La précision et l'objectivité de ce DVD sont remises en question, par le fait que certains pensent que le documentaire ne raconte qu'une partie de l'histoire.